# Джон Сінглтон Коплі
Джон Сінглтон Коплі (англ. John Singleton Copley; 3 липня 1738, Бостон — 9 вересня 1815, Лондон) — американський і англійський художник XVIII століття, майстер портретного і історичного живопису.

## Біографія
Народився в Бостоні. Його вітчим сам був художником, і в подальшому допомагав своєму пасинку порадами. Однак в основному свій художній талант Коплі відточував самостійно, копіюючи гравюри з творів Годфріда Неллера, Джошуа Рейнольдса і інших майстрів того часу.
У 1766 році Коплі посилає до Лондона на виставку картину «Генрі Пелем (Хлопчик з білкою)», виконану спеціально для цього випадку, і отримує схвальні відгуки, в тому числі від Джошуа Рейнольдса, який заявив, що Коплі міг би стати майстром світового рівня при відповідній мистецькій освіті.
У 1774 році, напередодні війни за незалежність США і з огляду на неспокійну політичну обстановку, Коплі залишає Америку і через деякий час разом з сім'єю осідає в Лондоні.
У Лондоні Коплі близько спілкувався з живописцем Бенджаміном Вестом, своїм співвітчизником, який прибув до Англії на одинадцять років раніше і на той час уже здобув визнання публіки. Під впливом Веста Коплі звертається до історичного жанру. У своїй першій значній роботі цього роду («Ватсон і акула») художник розробляє тему боротьби людини з руйнівними силами природи, що в подальшому стане відмінною рисою всього романтизму XIX століття.
У 1799 році Коплі стає членом Королівської академії мистецтв. В останні роки життя його здоров'я різко погіршилося, проте він продовжував працювати до останніх місяців життя. Помер в Лондоні 9 вересня 1815 року.

## Творчість
Портрети, створені Коплі, написані в манері класицизму з елементами рококо. Такі його картини, як знаменита «Хлопчик з білкою» (портрет його брата Генрі Пелема; 1765), портрети П. Ревір (1768), Н. Херд (1765-1766), які зараз перебувають в Музеї витончених мистецтв Бостона, дають уявлення про те, що Коплі був одним з кращих американських портретистів свого часу.

## Галерея

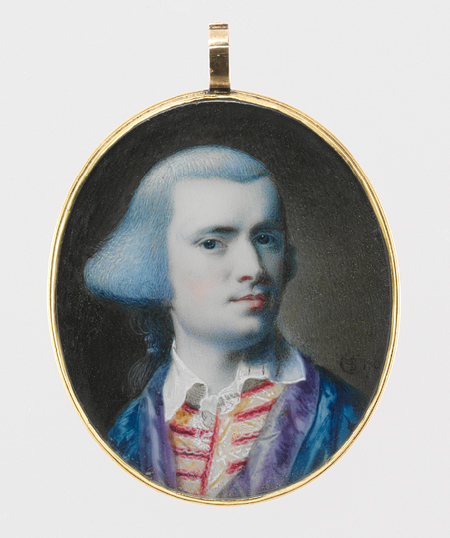
Мініатюрний автопортрет, 1769
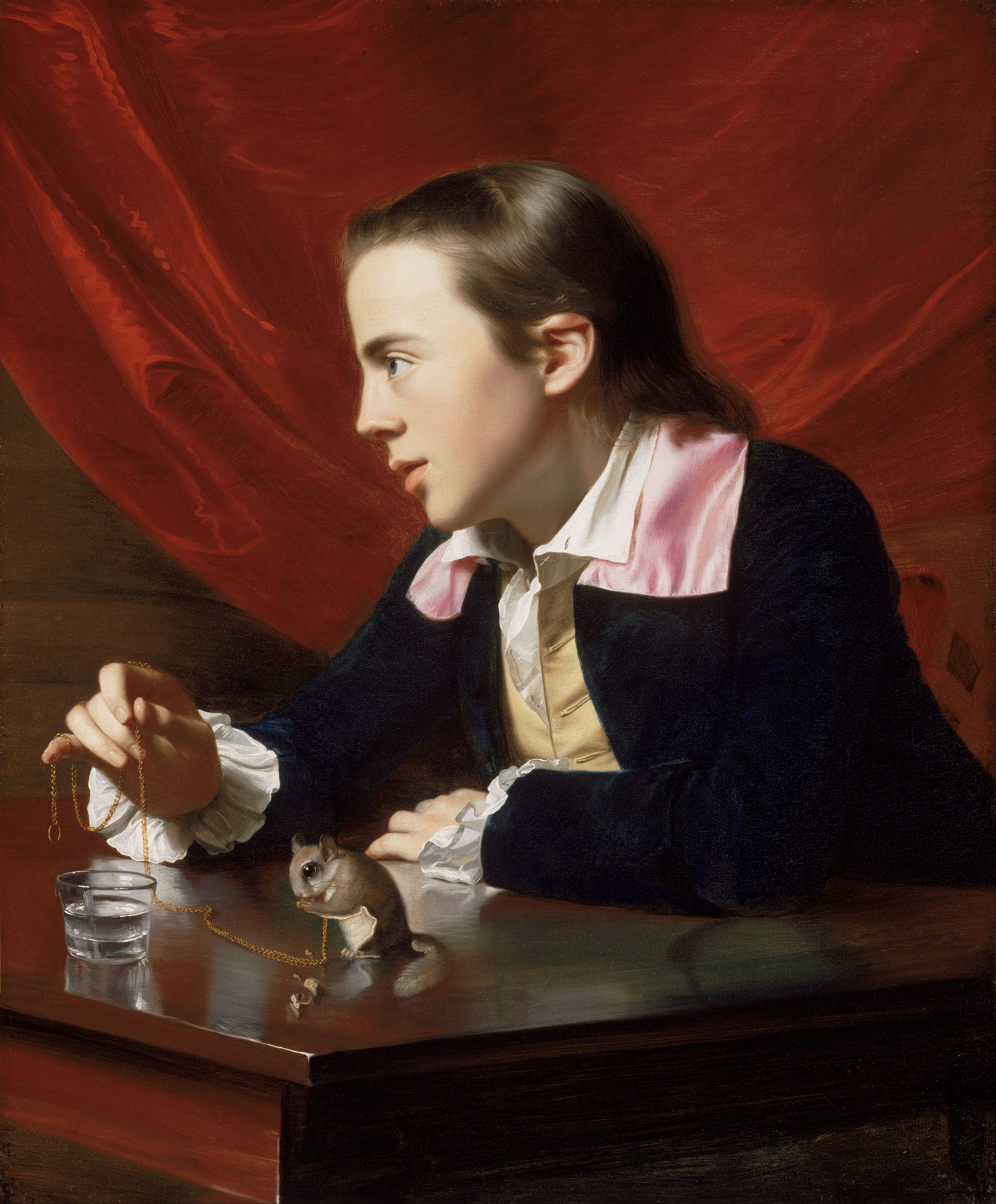
Хлопчик з білкою, 1765
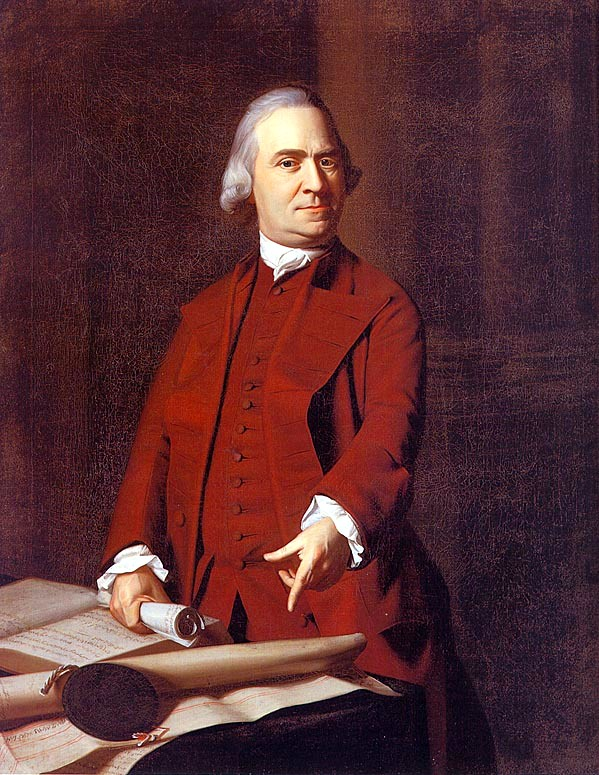
Самюел Адамс, 1772
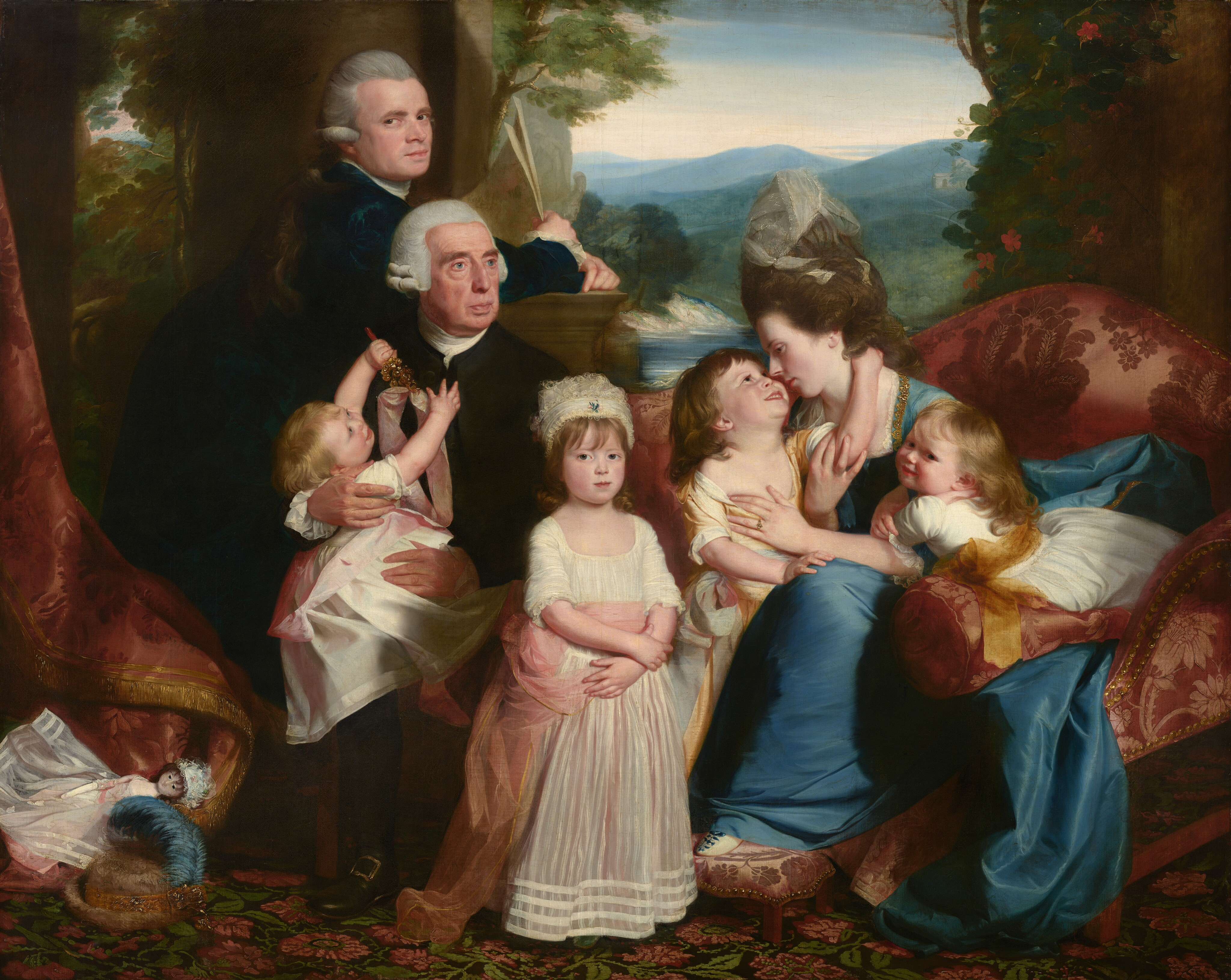
Сім'я Коплі, 1776
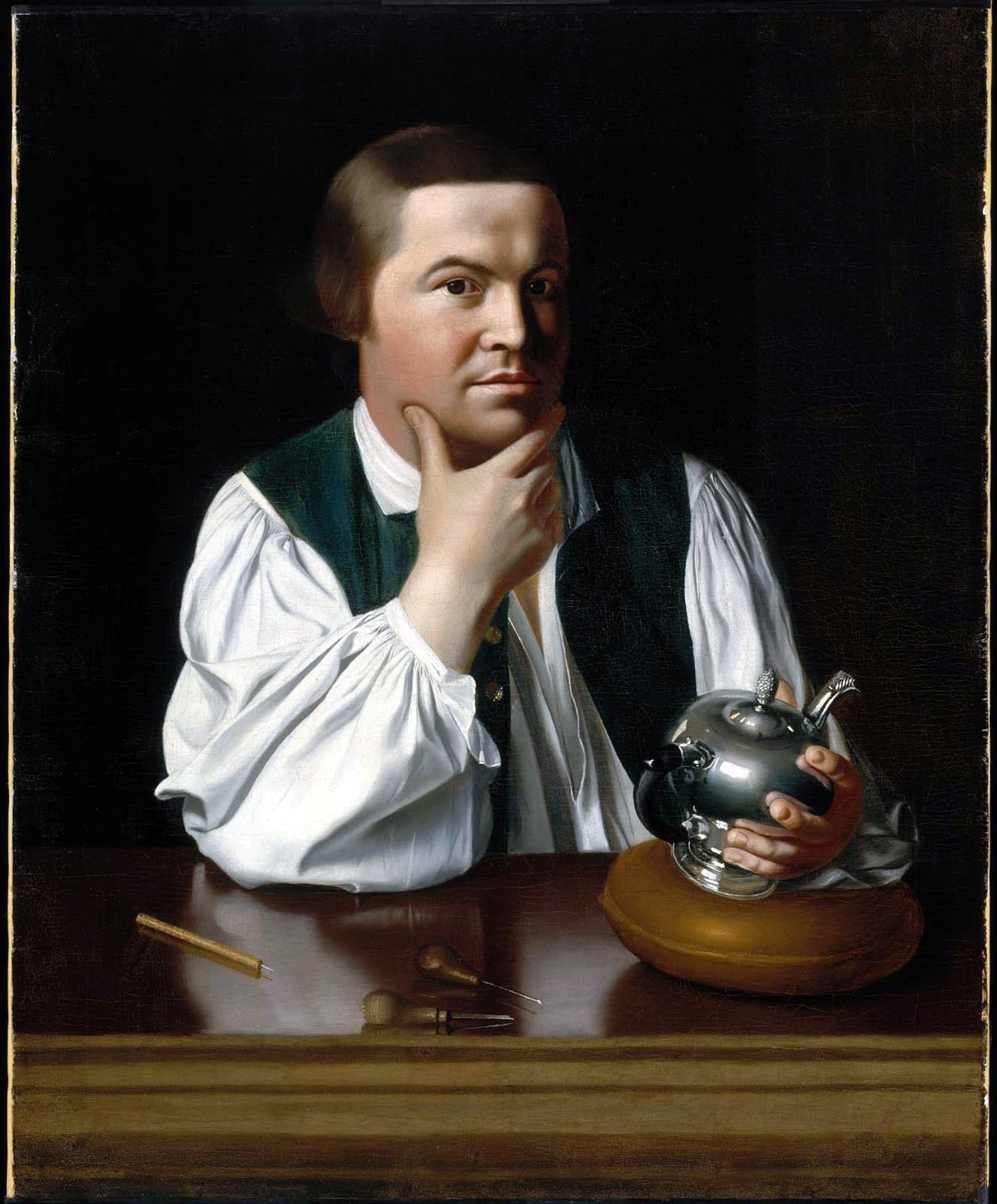
Ревір Пол, 1770
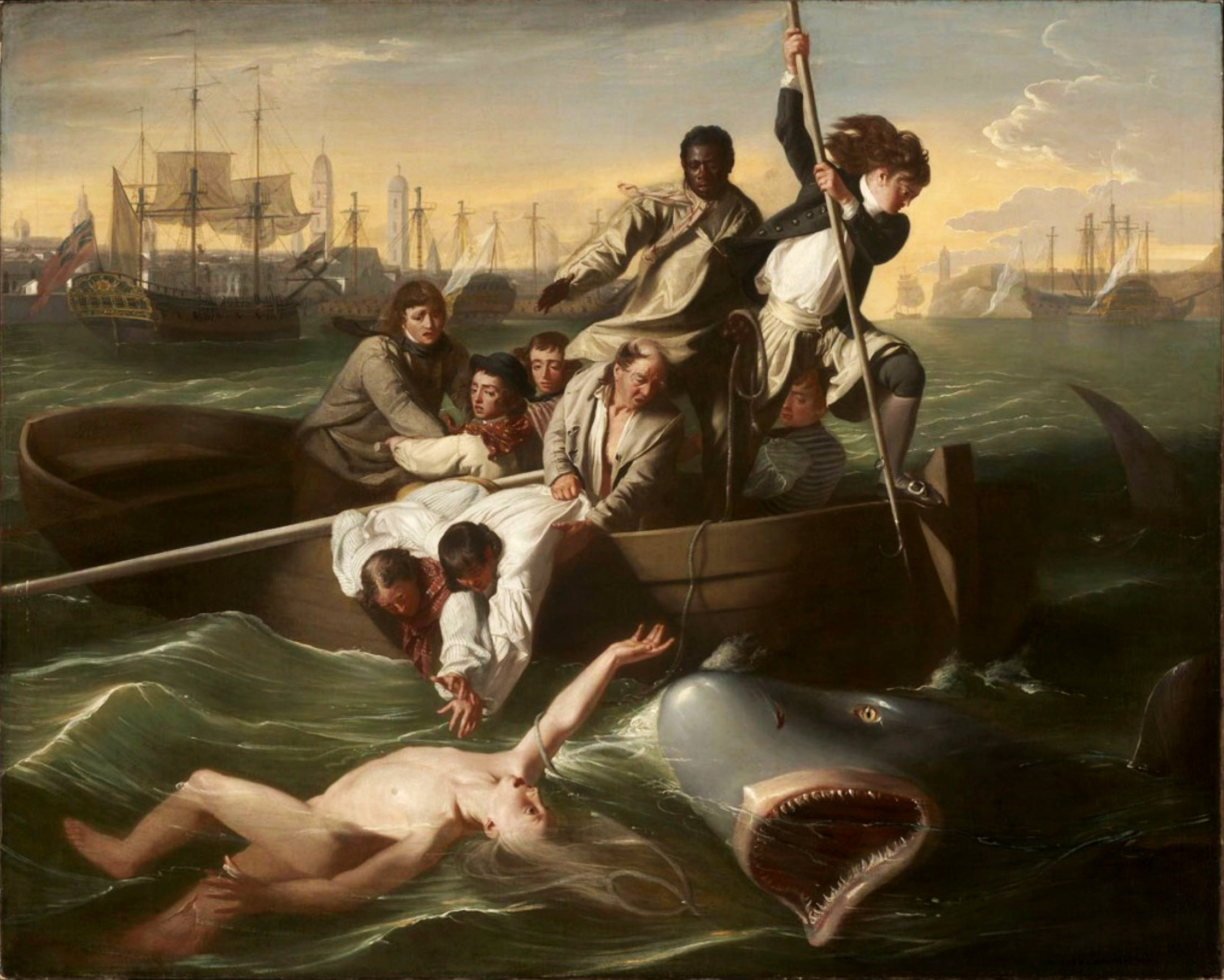
Ватсон і акула, 1778
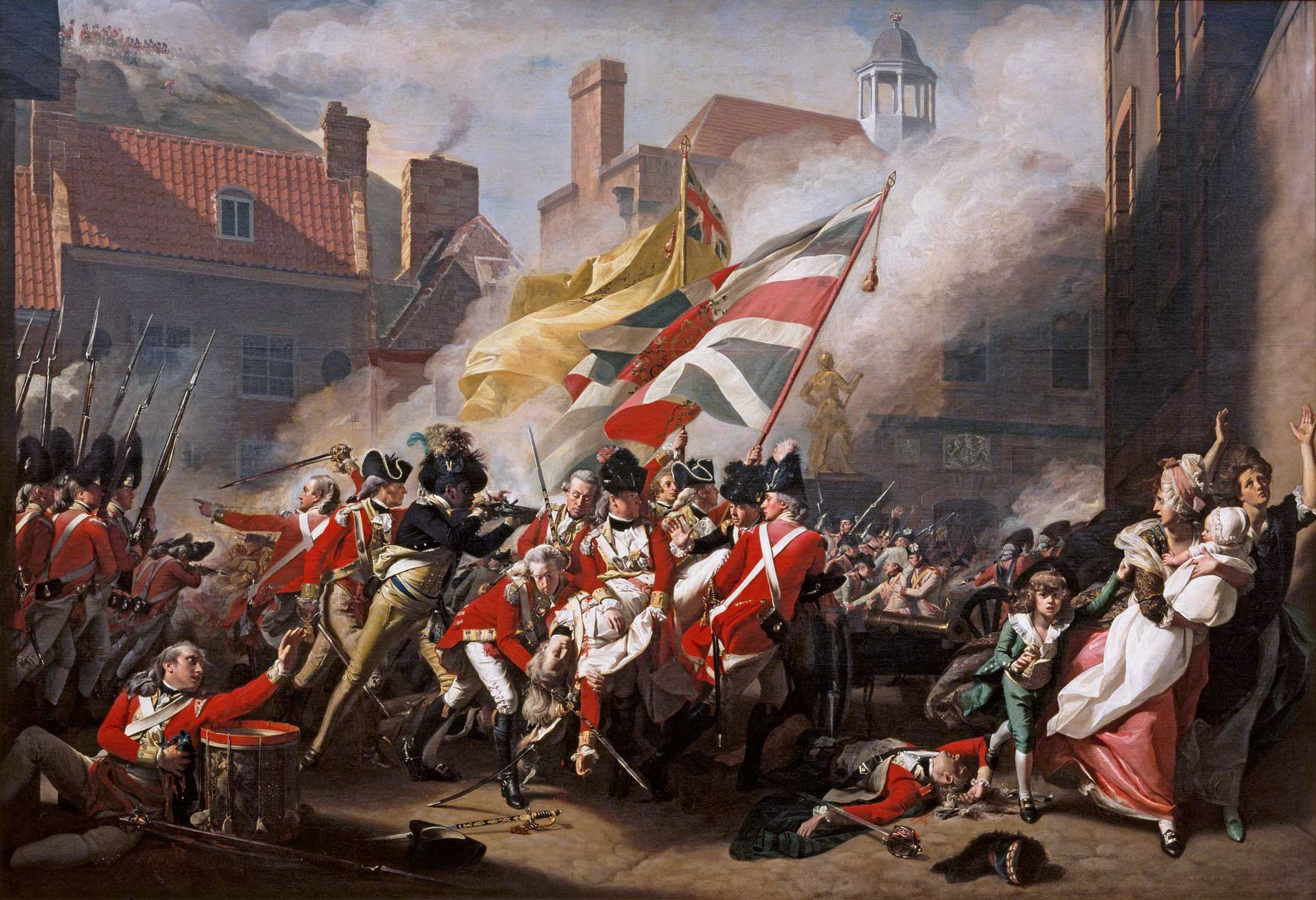
Смерть майора Пірсон]], 1782—1784
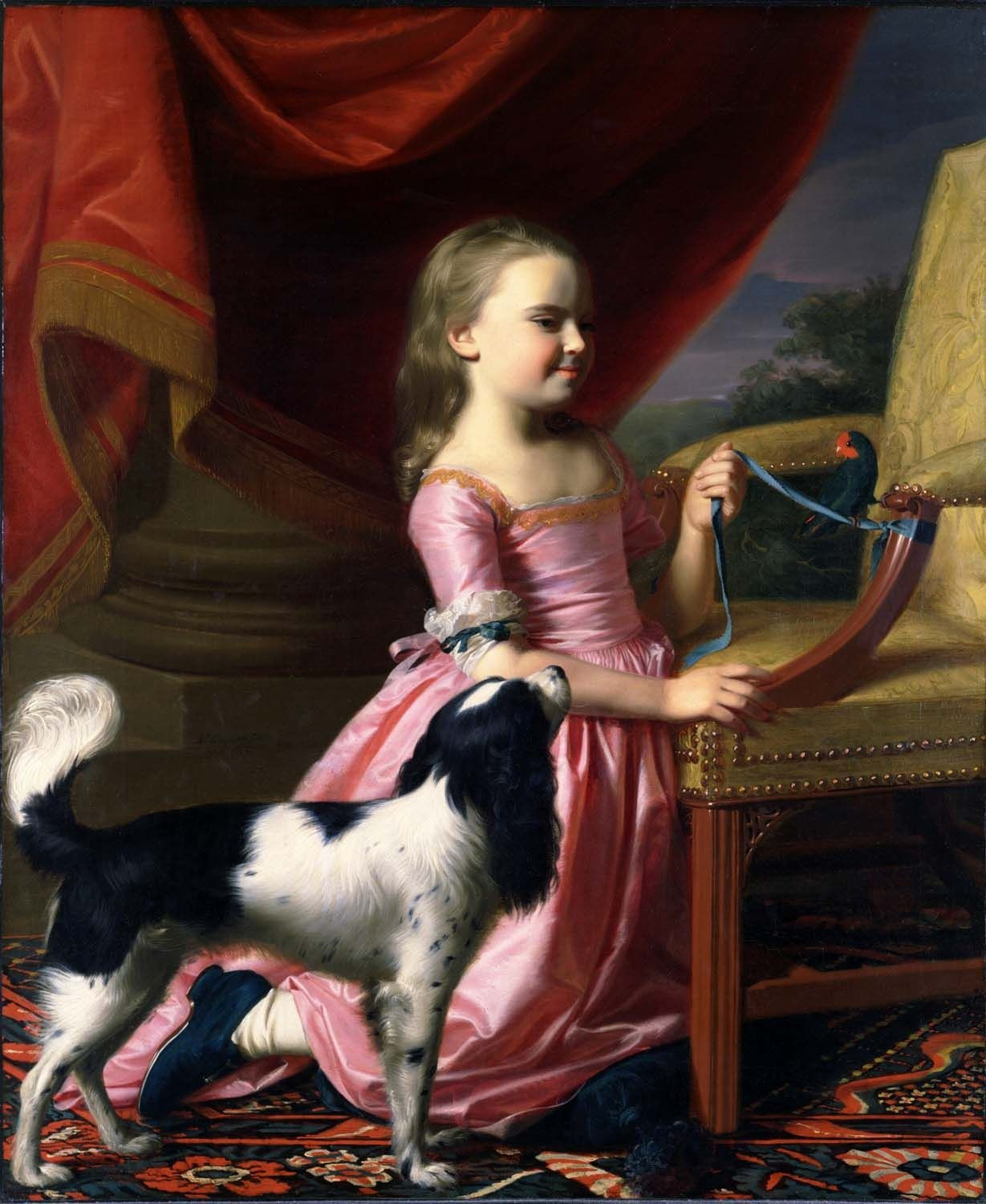
Маленька леді з пташкою та собакою
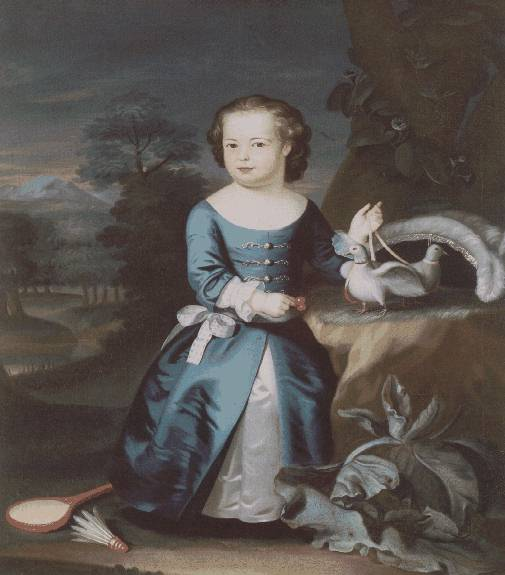
Маленька леді
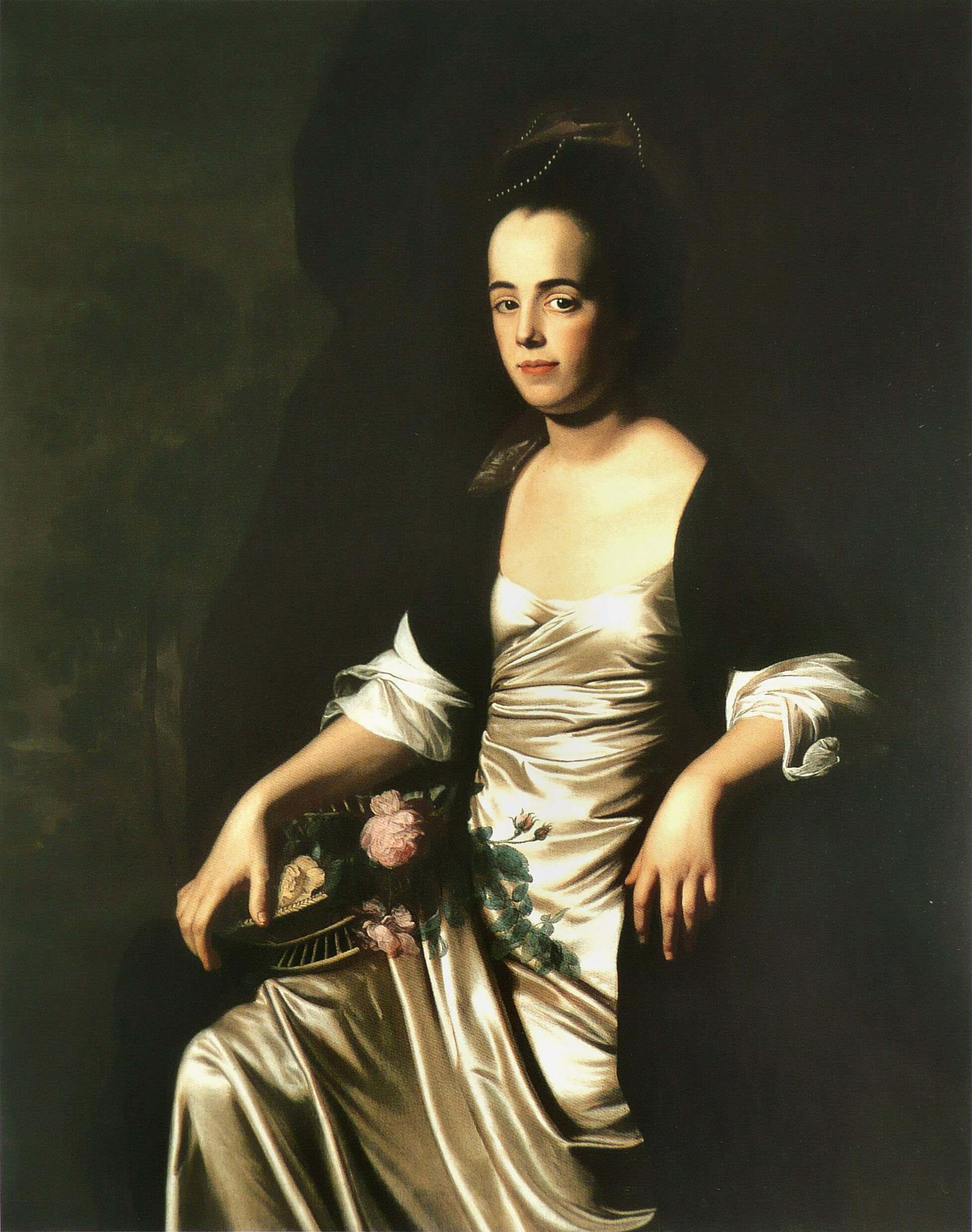
Джудіт Муррей

## Епонім
На честь Коплі названий кратер на Меркурії